# Kłodzko Miasto
Kłodzko Miasto – stacja kolejowa w Kłodzku, w województwie dolnośląskim. Według klasyfikacji PKP ma kategorię dworca regionalnego.

## Ruch pasażerski
| Rok  | Wymiana pasażerska na dobę |
| ---- | -------------------------- |
| 2017 | 1 100                      |
| 2022 | 1 800                      |

## Lokalizacja
Stacja kolejowa Kłodzko Miasto położona jest w samym centrum miasta, na prawym brzegu Nysy Kłodzkiej. Od placu Bolesława Chrobrego (Rynku) oddalony jest o ok. 370 m na południowy wschód.

## Historia

### Lata 1875–1900
W 1875 r. wybudowano dworzec Kłodzko Główne, który był znacznie oddalony od miasta (znajdował się we wsi Goszyce), co znacznie utrudniało pasażerom korzystanie z niego. Dlatego też władze miasta postanowiły w pobliżu obecnego pl. Jedności wybudować przystanek osobowy. Teren pod jego budowę został przekazany kolei przez miasto bezpłatnie. Nowo powstały przystanek został wciśnięty między istniejącą zabudowę. Zwiększenie się ruchu pasażerskiego spowodowało konieczność jego rozbudowy, o czym dyskutowano na sesjach rady miejskiej.

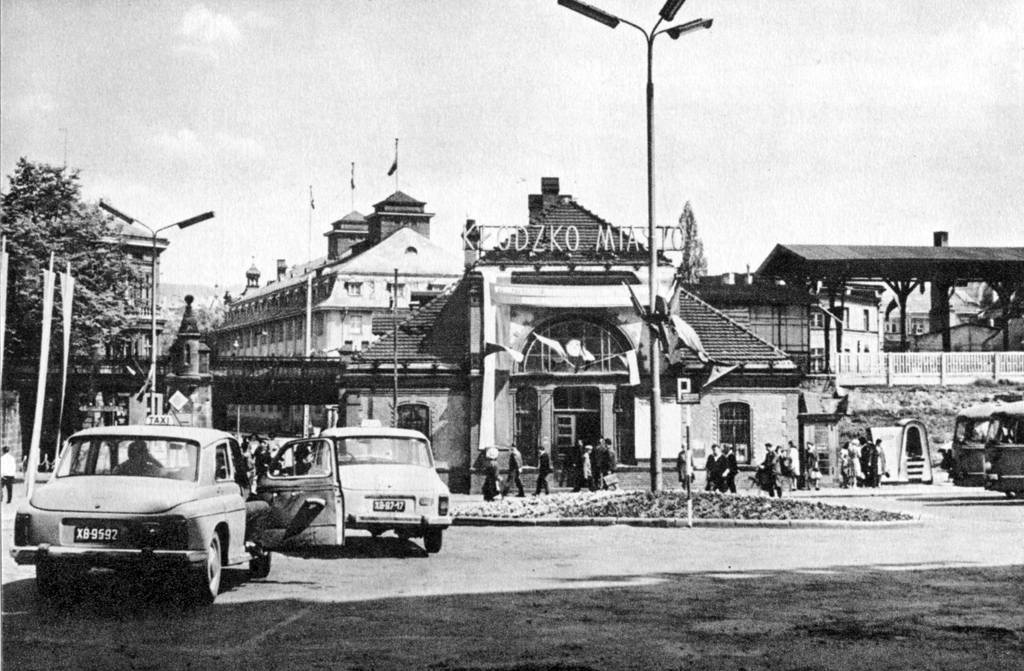
Rozebrany w latach 70. XX w. budynek dworca miejskiego

### 1900–1945
Na początku XX w. wzniesiono niewielki budynek dworca miejskiego. Istniejący przystanek kolejowy był tymczasowym rozwiązaniem, stąd też przed I wojną światową opracowano plan jego przebudowy. Koszty tego projektu oszacowano na 16 mln marek i dlatego z niego zrezygnowano. W 1934 r. wrócono do tych planów. Inwestycja miała być realizowana przez 5 lat i kosztować ok. 4 mln nowych marek. Pracę przy niej miało znaleźć 200 osób, co znacznie zmniejszyłoby bezrobocie, panujące wówczas w Kłodzku.
Po roku widoczne były efekty wstępnych robót: wykonano wysoki nasyp i estakadę oraz przebudowano okoliczne ulice. Wybudowano również dodatkowe dwa perony, z których każdy posiadał dwie skrajnie. Przebieg istniejącego peronu został poddany korekcie. Wykonano połączenie peronów przejściem podziemnym, tunel techniczny z szybami dla wind towarowych. Wskutek wybuchu w 1939 r. II wojny światowej inwestycji nie zakończono.

### Okres po 1945 roku

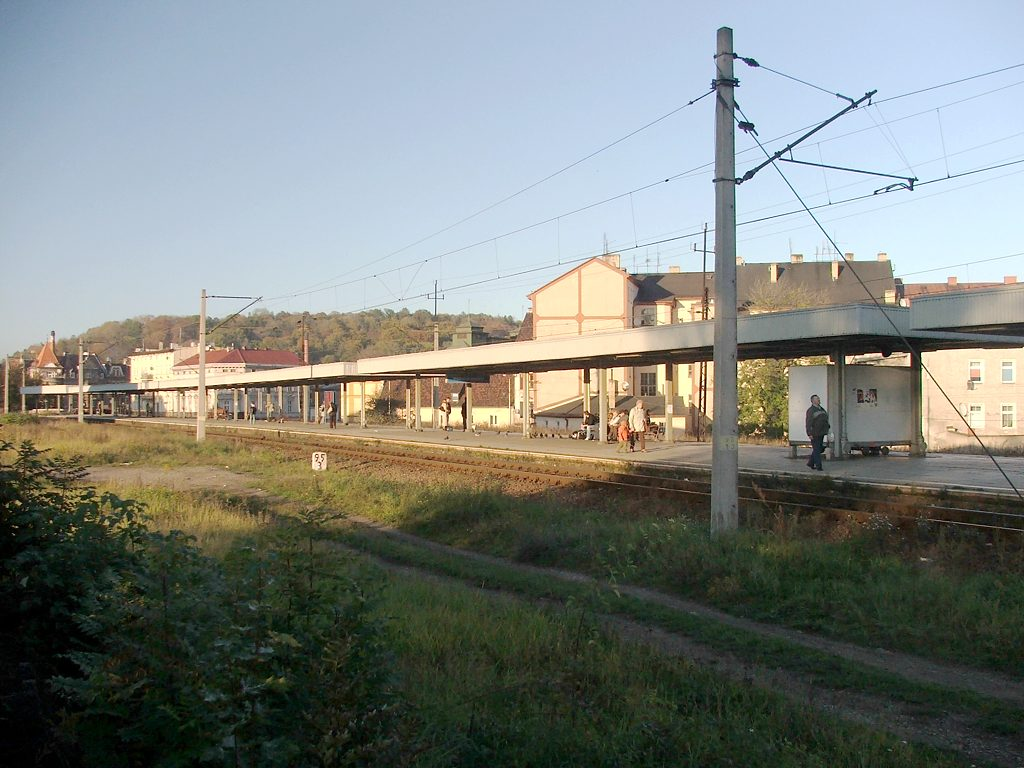
Widok na stację w 2007 roku

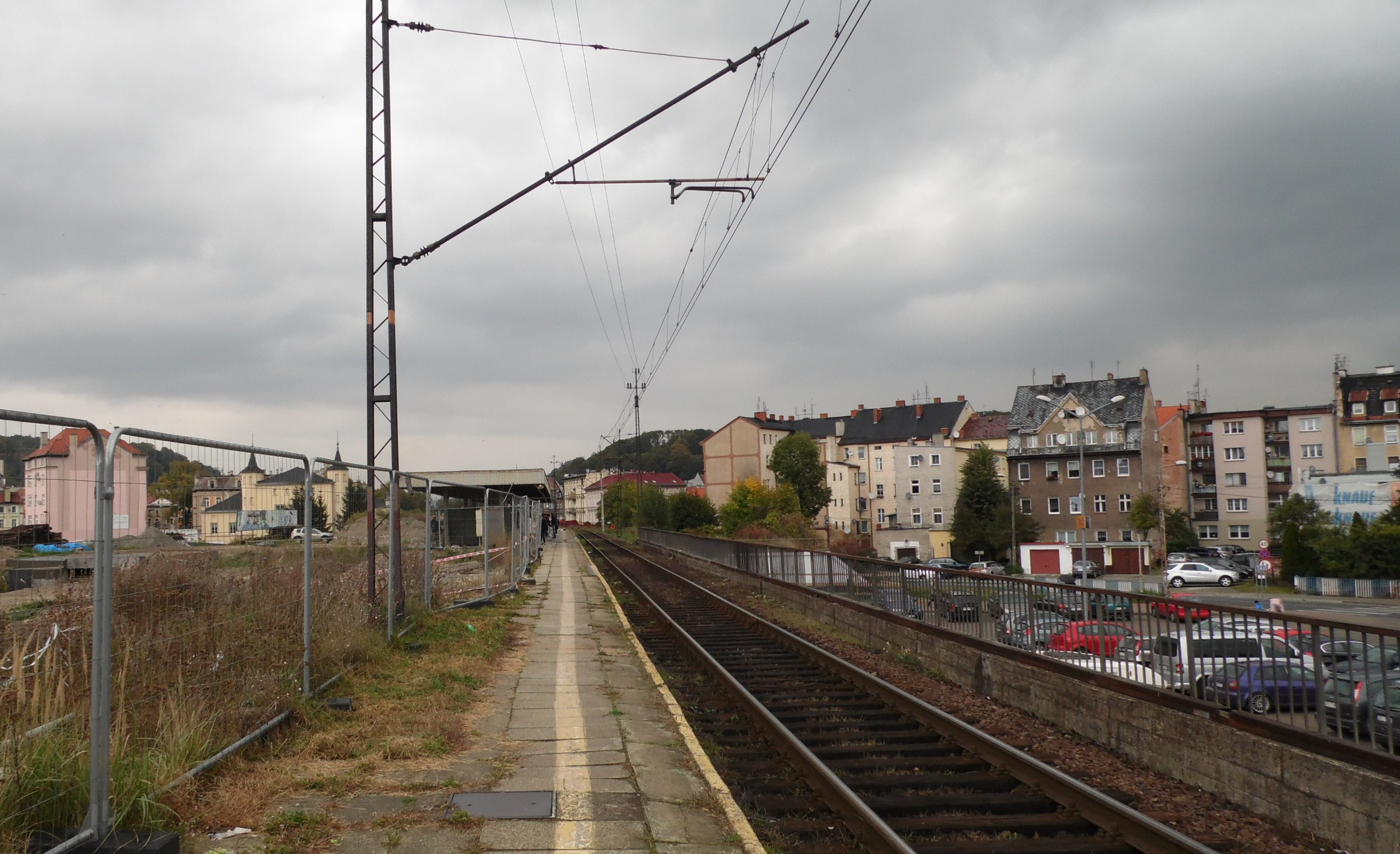
Stacja w trakcie przebudowy w 2019 roku

Po 1945 r. Kłodzko na mocy porozumień trzech konferencji pokojowych znalazło się w granicach Polski. W latach 70. XX wieku, w związku z przebudową pl. Jedności powrócono do planów rozbudowy dworca. Wybudowano wówczas m.in. przyczółki na dodatkowy wiadukt nad jezdnią na prowadzący na niego trzeci tor. Prace jednak wkrótce wstrzymano, tłumacząc to względami finansowymi oraz koniecznością wyburzenia dworca PKS. Przy tej okazji, w 1974 r. wyburzono gmach dworca. W tym samym roku między torami wybudowano skromny budynek kasy, w której mieściła się również poczekalnia. W styczniu 2021 r. zakończono modernizację z przebudową przystanku kolejowego na stację kolejową. Wybudowano drugi peron i nastawnię KM. Zbudowano pochylnię na peron 1 od ulicy Kościuszki i zamontowano windy na wszystkie perony. Pociągi mogą teraz kończyć lub rozpoczynać bieg. Umowę w tej sprawie podpisano 11 czerwca 2018 z firmą Infra Silesia.

## Linie kolejowe

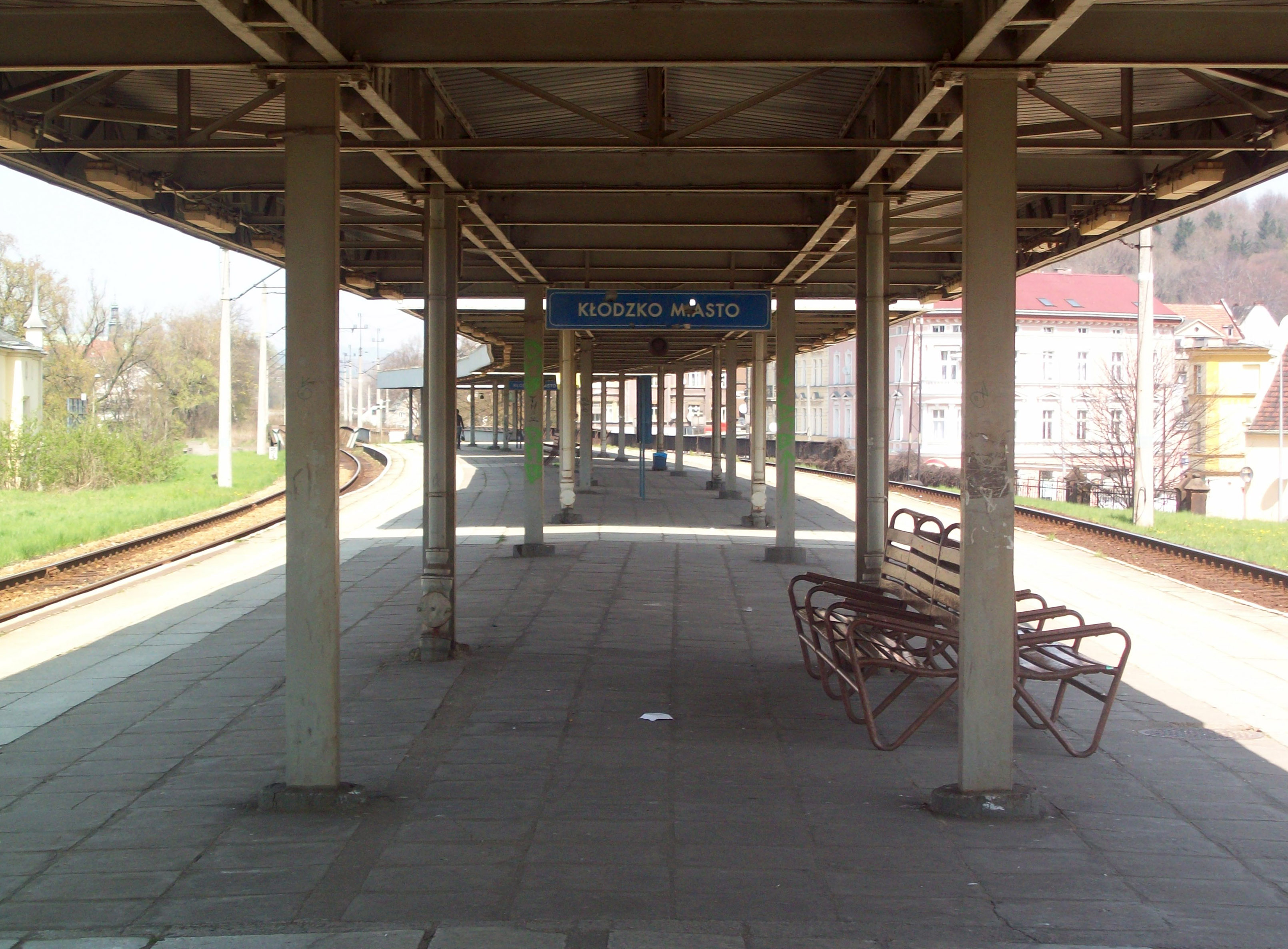
Widok na tory 1 i 2 przystanku Kłodzko Miasto w 2011 roku

Przez Kłodzko Miasto przechodzi linia kolejowa nr 276 z Wrocławia do Międzylesia oraz z Kłodzka do Kudowy-Zdroju nr 309 Pierwsza z nich jest w pełni zelektryfikowana od lat 90. XX w., dwutorowa. Z kolei druga jest niezelektryfikowana i jednotorowa.
Maksymalne dozwolone prędkości na szlakach w okolicy Kłodzka Miasta:
|           | Pociągi osobowe (również szynobusy) | Pociągi towarowe |
| Linia 276 | 80 km/h                             | 80 km/h          |
| Linia 309 | 30 km/h                             | 30 km/h          |

## Pociągi

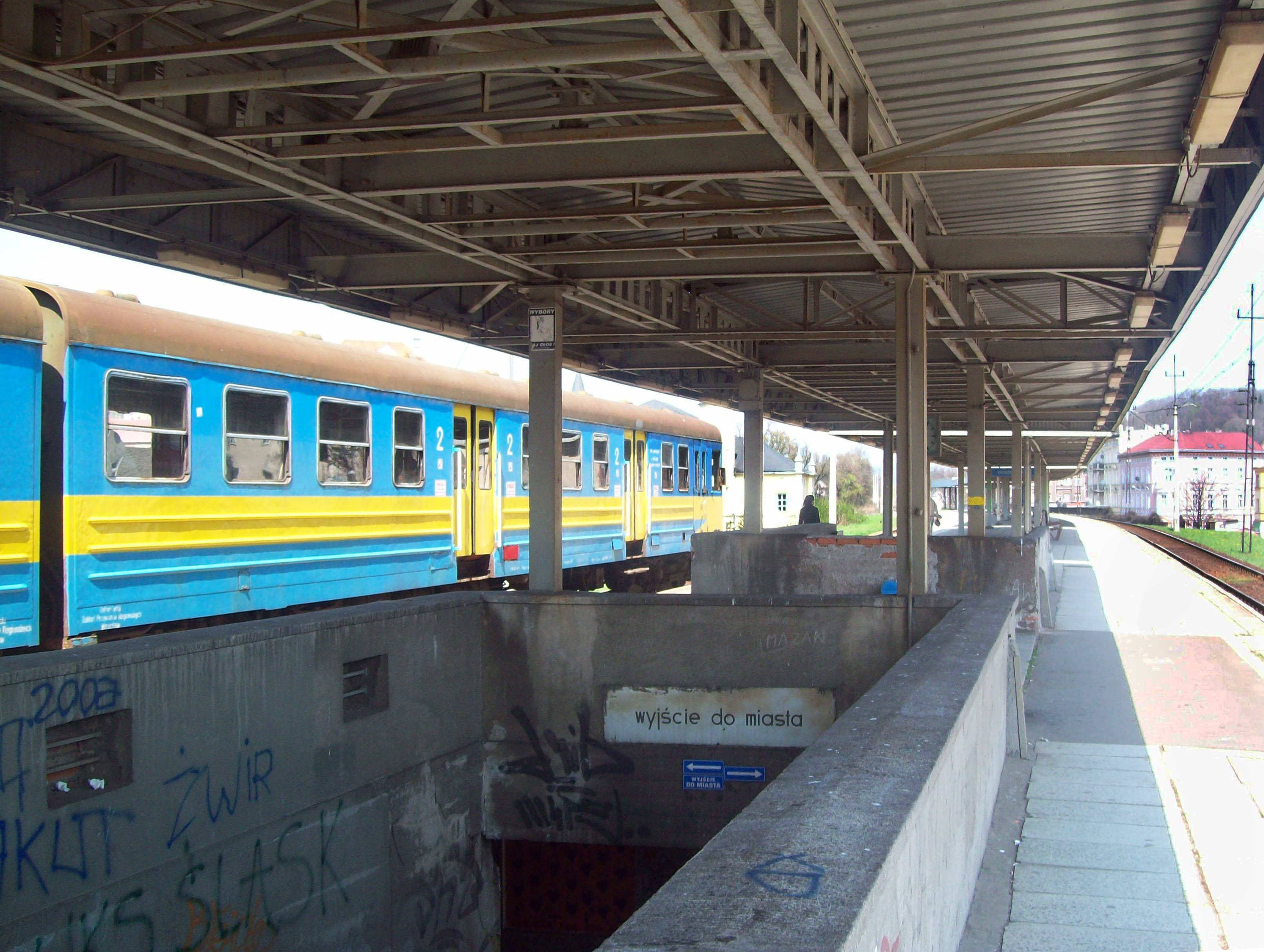
Pociąg na przystanku Kłodzko Miasto z widokiem na przejście podziemne w 2011 roku

### Pociągi osobowe
Przez przystanek Kłodzko Miasto przejeżdża dwanaście par pociągów osobowych relacji Międzylesie (Bystrzyca Kłodzka Przedmieście)-Wrocław i z powrotem oraz pięć autobusów szynowych Kolei Dolnośląskich z Kudowy-Zdroju do Legnicy i trzy z Kudowy-Zdroju do Wałbrzycha Głównego.

### Pociągi towarowe
Przez Kłodzko Miasto przejeżdżają kilka razy dziennie pociągi towarowe, głównie z Wrocławia oraz Kłodzka Głównego, w tym należące do spółki PKP Cargo.

## Infrastruktura

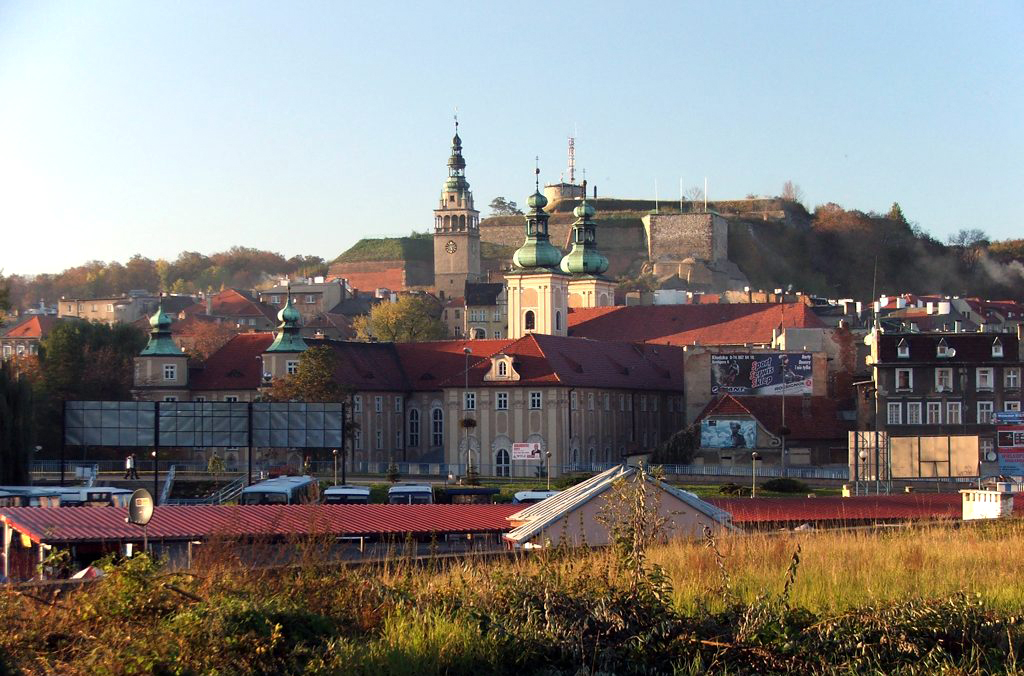
Widok z przystanku na Stare Miasto w 2007 roku

### Dworzec
Budynek dworca został wyburzony w 1974 r. w związku z planowaną modernizacją i przebudową tutejszej stacji kolejowej. Została ona zastąpiona przez wzniesiony pospiesznie budynek kasowy, umiejscowiony pomiędzy dwoma torami na peronie pierwszym, który był położony jest na estakadzie położonej pomiędzy pl. Jedności, a ul. Słowackiego. W 2019 roku podczas przebudowy stacji budynek wyburzono i obecnie nie ma kas i poczekalni. Do stacji prowadzą dwa wejścia: pierwsze od strony pl. Jedności i Kościuszki, drugie od ul. Słowackiego.

## Perony
Na stacji znajdują się dwa perony, każdy ma dwie krawędzie peronowe. Na każdy peron można dotrzeć windą.